# 施瓦茨海德
施瓦茨海德（德語：Schwarzheide，發音：[ˈʃvaʁtsˌhaɪdə] ⓘ）是德国勃兰登堡州上施普雷瓦尔德-劳西茨县的城市，面积33.44平方千米，2023年12月31日人口为5,637人。